# Sąjūdis
Sąjūdis o Lietuvos Persitvarkymo Sąjūdis (Moviment de Suport a les Reformes) fou un moviment polític i després partit polític de Lituània.

## Fundació
Fou fundat el 3 de juny del 1988 per uns 36 intel·lectuals de l'Acadèmia de Ciències Lituana. Entre els fundadors estaven el musicòleg Vytautas Landsbergis, fill de l'arquitecte Vytautas Landsbergis-Žemkalnis, nebot del lingüista Jablonskis i net del dramaturg G. Landsbergis; el científic Vaidotas Antanaitis, l'enginyer Kazimieras Antanavičius, els físics Aleksandras Abishala i Zigmas Vaišvila, els advocats Egidijus Bičkauskas i Kazimieras Notieka, els filòsofs Bronislovas Genzelis i Romualdas Ozalas, els professors Romas Gudaitis i Algirdas Sakalas, els metges Valdemaras Katkus, Algirdas Saudargas, Juozas Olekas i Egidijus Klumbys, els agrònoms Vytautas Knašys i Virmantas Velikonis, l'historiador i filòleg Bronislovas Kuzmickas, el psicòleg Mečys Laurinkis, l'arquitecte Algimantas Nasvytis, el periodista Algimantas Cekudis, els economistes Kazimiera-Danute Prunskiene i Eduardas Vilkas, el llibreter Juozas Tumelis, el nacionalista Virgilijus Cepaitis i l'historiador Kazimieras Uoka. Publiquen el diari Atgimimas (Renaixement).
Inicialment no pretenia d'antuvi ser un partit polític, sinó un corrent d'opinió dins el mateix Partit Comunista de Lituània, de manera similar al Rahvarinne estonià i al Front Popular de Letònia; d'entrada reclamaven el tancament de la central nuclear d'Ignalina i evitar la construcció de les centrals químiques de Janova, Kedainiai i Mazeikiai. El 9 de juliol de 1988 convocaren una manifestació a Vílnius en suport de la lluita d'Armènia per l'Alt Karabakh amb 100.000 participants. L'agost condemna el Pacte Ribbentrop-Molotov i exigeix Moscou que el faci públic.

## La col·laboració amb els comunistes
El 22 de juliol de 1988 celebra el seu Primer Congrés amb 1.121 delegats que es constitueixen en Seimas (Dieta) i nomenen una Mesa de 220 membres i una direcció col·legiada de 35 membres, qui nomenarà president Vytautas Landsbergis. Centraran el seu programa en els drets civils, la pau, la desnuclearització i la retirada de les tropes soviètiques del país, així com el control dels recursos propis, la propietat privada i la llibertat d'empresa.
Cap al gener del 1989 es produeix una estreta col·laboració amb el Partit Comunista de Lituània. Demanen un desenvolupament efectiu de l'article 72 de la Constitució Soviètica, el que permet la secessió. Entre els èxits dels nacionalistes lituans caldrà destacar:
- Ensenyament separat de la geografia i història lituanes a les escoles.
- L'ensenyament del rus s'ajorna al tercer grau d'estudis primaris.
- Negativa del suport financer al tercer reactor nuclear d'Ignalina.
- Reforma de la constitució lituana, més nacionalista.
- Emissió de programes nacionalistes a la televisió lituana.

Pel febrer del 1989 es reinstaurà la diada nacional del 16 de febrer i es retornarà a l'església catòlica la propietat de les catedrals de Sant Pere i Sant Pau de Vílnius, així com les relíquies de Sant Casimir, patró del país, cap al mes de març. També es proposa la creació d'una moneda convertible. Però a finals de mes es trenca la col·laboració quan els comunistes es neguen a proclamar una Declaració de Sobirania i fa públic un document on s'exigeix la independència, la sobirania nacional, la desnuclearització i la sortida del Pacte de Varsòvia. El 26 de març del 1989 es convoquen les primeres (i últimes) eleccions lliures al Soviet Suprem de l'URSS. El Sajudis obté 36 dels 39 escons lituans en joc. Pel juliol, juntament amb la Lliga de la Llibertat de Lituània recull 1.200.000 signatures de lituans per tal d'exigir la retirada de les trops soviètiques de Lituània. I com a commemoració del 50è aniversari del Pacte Ribbentrop-Molotov, un milió i mig de lituans participaren en la cadena humana de Vílnius a Tallinn, i que travessà el territori de les tres repúbliques.

## El procés independentista
Entre el 24 de febrer i el 4 de març del 1990 se celebreren les primeres eleccions democràtiques a l'encara Soviet Suprem Lituà, a dues voltes. El partit més votat és el Sajudis, amb 72 escons de 114. Vytautas Landsbergis és nomenat president i Kazimiera-Danute Prunskiene primera ministra. El dia 11 de març declaren l'abolició de la censura i proclamen la independència, tot exigint a l'URSS 35.000 milions de dòlars en compensacions i indemnitzacions. També exigeixen que els OMON, el KGB i l'exèrcit els cedeixin el control de les duanes i fonteres. Es restableix provisionalment la constitució del 1938.
Això provoca un conflicte no sols amb Moscou, que els sotmet a un bloqueig econòmic, sinó amb els russos de Lituània i els polonesos de Lituània, que reclamen la seva quota d'autogovern. Això provoca la declaració d'una moratòria en la declaració d'independència. El desembre del 1990 el govern lituà decideix no signar el Tractat de la Unió; i es produeixen 12 ferits en una manifestació a Vílnius que acaba en enfrontament amb l'exèrcit.
El 2 de gener del 1991 s'acaba la moratòria de la declaració d'independència, i Landsbergis decideix restaurar-la. Uns 10.000 soldats travessen Vílnius per obligar al 75% del jovent lituà a fer el servei militar, al qual s'han negat tot obeint la proclama de Landsbergis. L'11 de gener un miler de voluntaris lituans s'atrinxerà al Seimas amb armes de cacera i còctels molotov, i són setjats per 5.000 soldats. El dia 13 els soviètics assalten la televisió lituana a canonades, provocant 13 morts, 140 ferits i 64 desapareguts. També es produeixen 21 morts en el cercle de barricades davant el Seimas. El dia 15 arriben ja a 15.000 els civils concentrats davant el Saeimas; el dia 17 es convoca una manifestació multitudinària en l'enterrament dels morts en els enfrontaments: 500.000 persones, encapçalades pel bisbe catòlic Julijonas Steponavicius. Finalment, el dia 31 es retiren el 75% de les tropes soviètiques.
Durant la resta de l'any i el 1991 es van produir diversos enfrontaments fins al cop d'estat a Moscou de 19 d'agost de 1991. Quan aquest va fracassar, el govern lituà va fer efectiva la declaració d'independència, que durant la resta de l'any fou reconeguda pels EUA i els diferents estats de la Unió Europea.

## El trencament de Sajudis
El moviment es va constituir en partit polític, però es va veure sacsejat per conflictes interns, que provocaren diverses escissions, com la Unió del Centre de Lituània. Així, a les eleccions legislatives lituanes de 1992 fou derrotat i passà a l'oposició. El 1993 es va dissoldre i es constituí en Unió Patriòtica (Conservadors Lituans) (Tėvynės sąjunga/Lietuvos konservatoriai), que va guanyar les eleccions legislatives lituanes de 1996.

## Resultats electorals
| Any  | Líder                | Vots             | %                | Escons   | +/- |
| ---- | -------------------- | ---------------- | ---------------- | -------- | --- |
| 1992 | Vytautas Landsbergis | Coalició Sąjūdis | Coalició Sąjūdis | 19 / 141 | Nou |